# Смоленский Брод
Смоленский Брод — хутор в Велижском районе Смоленской области России. Входит в состав Ситьковского сельского поселения. Население — 10 жителей (2007). 
Расположен в северо-западной части области в 12 км к северо-востоку от Велижа, в 13 км севернее автодороги Р133 Смоленск — Невель, на берегу реки Западная Двина. В 82 км южнее хутора расположена железнодорожная станция Рудня на линии Смоленск — Витебск. 

## История
В годы Великой Отечественной войны хутор был оккупирован гитлеровскими войсками в июле 1941 года, освобождён в сентябре 1943 года.